# Mediamatiker
Mediamatiker bezeichnet in der Schweiz eine berufliche Grundbildung im Bereich der Informationstechnik. Die Ausbildung verknüpft Elemente der Berufe Informatiker und Kaufmann, doch sollen auch weitere Fähigkeiten vermittelt werden. Im Zentrum stehen die Bereiche Informatik, Marketing, Multimedia, Projektmanagement und Administration.
Mediamatiker sollen Generalisten sein, deren beruflicher Schwerpunkt der Umgang mit neuen Medien und Technologien ist. Zu ihren Aufgaben in der beruflichen Praxis gehören die Betreuung von Netzwerken und Personal Computern, die Erstellung und der Unterhalt von Websites, das Entwerfen von Präsentationen am Bildschirm, die Erstellung von Druckvorlagen (z. B. für Broschüren, Kataloge, Magazine und Karten) und die Aufbereitung von Schrift- und Bildmaterial für den Einsatz mit Computern.
Darüber hinaus können Tätigkeiten in der betrieblichen Verwaltung (Korrespondenz, Buchhaltung, Tabellenkalkulationen) zu ihrem Aufgabenbereich gehören.
Der Gesamtbestand der Lehrverhältnisse im Jahr 2010 war 1016.

## Ausbildung
Mediamatiker können vier Jahre im selben Lehrbetrieb ihre Ausbildung machen oder ihre Lehre zunächst in einer Lehrwerkstätte beginnen. In den ersten zwei Lehrjahren lernt man verschiedene Programme und Betriebssysteme näher kennen, beispielsweise Adobe, Microsoft Office, Windows, Apple macOS, Linux, iOS und erwirbt Kenntnisse über HTML, CSS, PHP, JavaScript, Gestaltung, Typografie, Farbenlehre, Netzwerktechnologie, aber auch Marketing, Kommunikation und Betriebswirtschaft.

## Voraussetzungen
- Abgeschlossene Volksschule, 10. Schuljahr
- teilweise Eignungsteste oder Multicheck Medien und Design

## Berufsfachschule
Angehende Mediamatiker besuchen an durchschnittlich 2 Tagen pro Woche die Berufsfachschule.
An der Berufsfachschule werden sie hauptsächlich in den folgenden Fächern ausgebildet:
- Wirtschaft und Recht
- Finanz- und Rechnungswesen
- Marketing
- ICT-Mittel
- Multimediatechnik
- Sprachen (Deutsch, Englisch, Französisch oder Italienisch)
- Sport
- Gestaltung & Design
- IKA – Bürokommunikation (Information, Kommunikation und Administration)

Parallel zur Berufsfachschule kann die Berufsmaturitätschule besucht werden.

## Weiterbildungsmöglichkeiten
Nach abgeschlossener Lehre stehen dem Mediamatiker mehrere Wege offen. Da er sich im Verlauf der Lehre auf eines oder mehrere Fachgebiete spezialisiert hat, bietet es sich an, sich in diesem Fachgebiet weiterzubilden. Nach dem Absolvieren der Berufsmittelschule besteht die Möglichkeit, an einer Fachhochschule zu studieren. Beispiele, aufgeteilt nach Kategorien, sind:

### Informatik
- Höhere Fachschule für Informatik HF
- Informatikstudium FH
- Wirtschaftsinformatiker FH
- Softwarespezifische Ausbildungen
- Multimedia Production FH

### Web/Grafik
- Visuelle Kommunikation
- Publisher Professional
- Grafikdesigner
- Webdesigner
- Grafiker

### Administration/Marketing
- Marketingplaner
- Marketingmanager HF
- Kommunikationsleiter
- Buchhalter
- Direktionsassistent
- Zahlreiche Möglichkeiten an Fachhochschulen und Universitäten (erfordert Abschluss der Berufsmittelschule)

## Verwandte Berufe
- Webdesigner
- Interactive Media Designer
- Polygraf
- Kaufmann
- Informatiker
- Fachmann Information und Dokumentation
- Fotograf
- Fachfrau/Fachmann ICT

## Geschichte
Zum Mediamatiker kann man sich in der Schweiz seit 1997 ausbilden lassen. Dabei wurde im Tessin mit einer italienischsprachigen Klasse gestartet. Im Jahr 1998 wurden auch erste Klassen in der Deutschschweiz (Biel und Aarau) geöffnet.
Das Vorläufige Reglement stammte vom 24. März 1998. Das erste ordentliche Reglement datiert auf den 16. April 2003 und trat am 1. Juni 2003 in kraft.
Die Aktuelle Verordnung stammt vom 11. November 2010 und änderte u. a. die Abschluss Bezeichnung von gelernter Mediamatiker zu Mediamatiker EFZ.